# Sierra Brava de Badaya

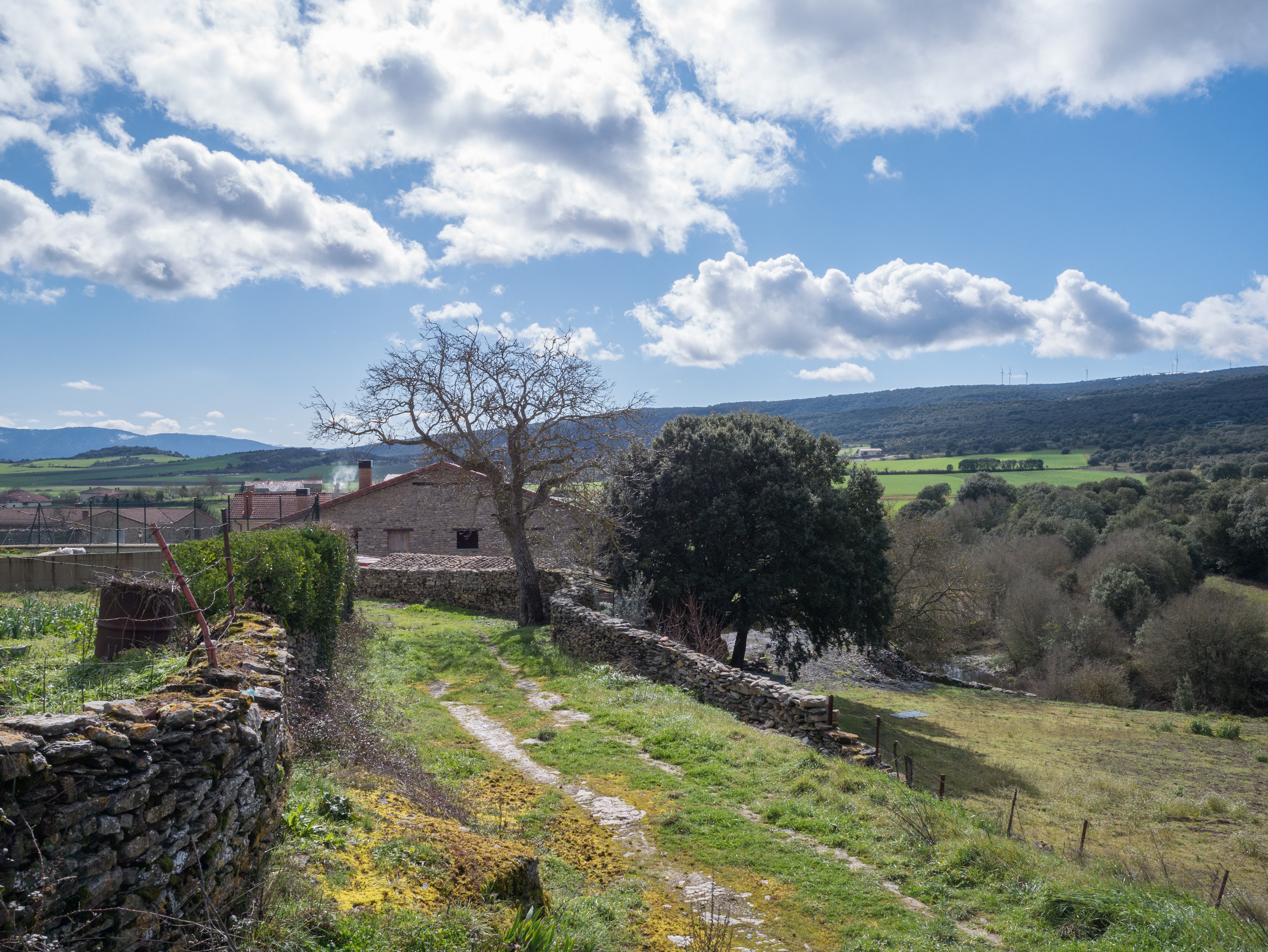
Sierra de Badaya

La sierra Brava de Badaya (en euskera Badaia) es una sierra del País Vasco perteneciente a los  Montes Vascos  que cierra por el oeste la Llanada Alavesa (provincia de Álava). Su máxima altitud se da en el pico Oteros de 1036 m s. n. m. Su climatología, flora y fauna son de transición entre el área mediterránea y la atlántica.

## Características

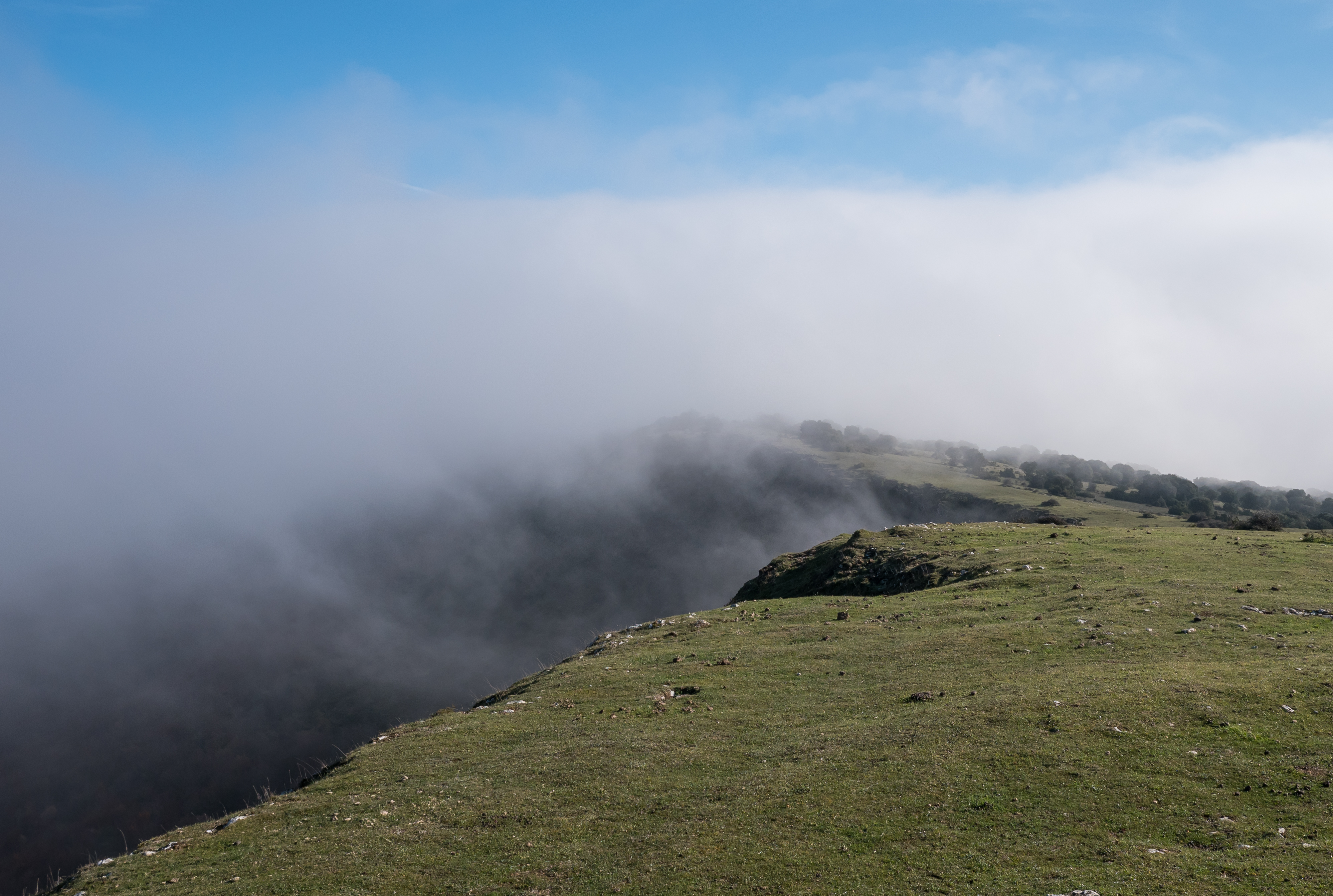
Niebla en la Sierra de Badaya

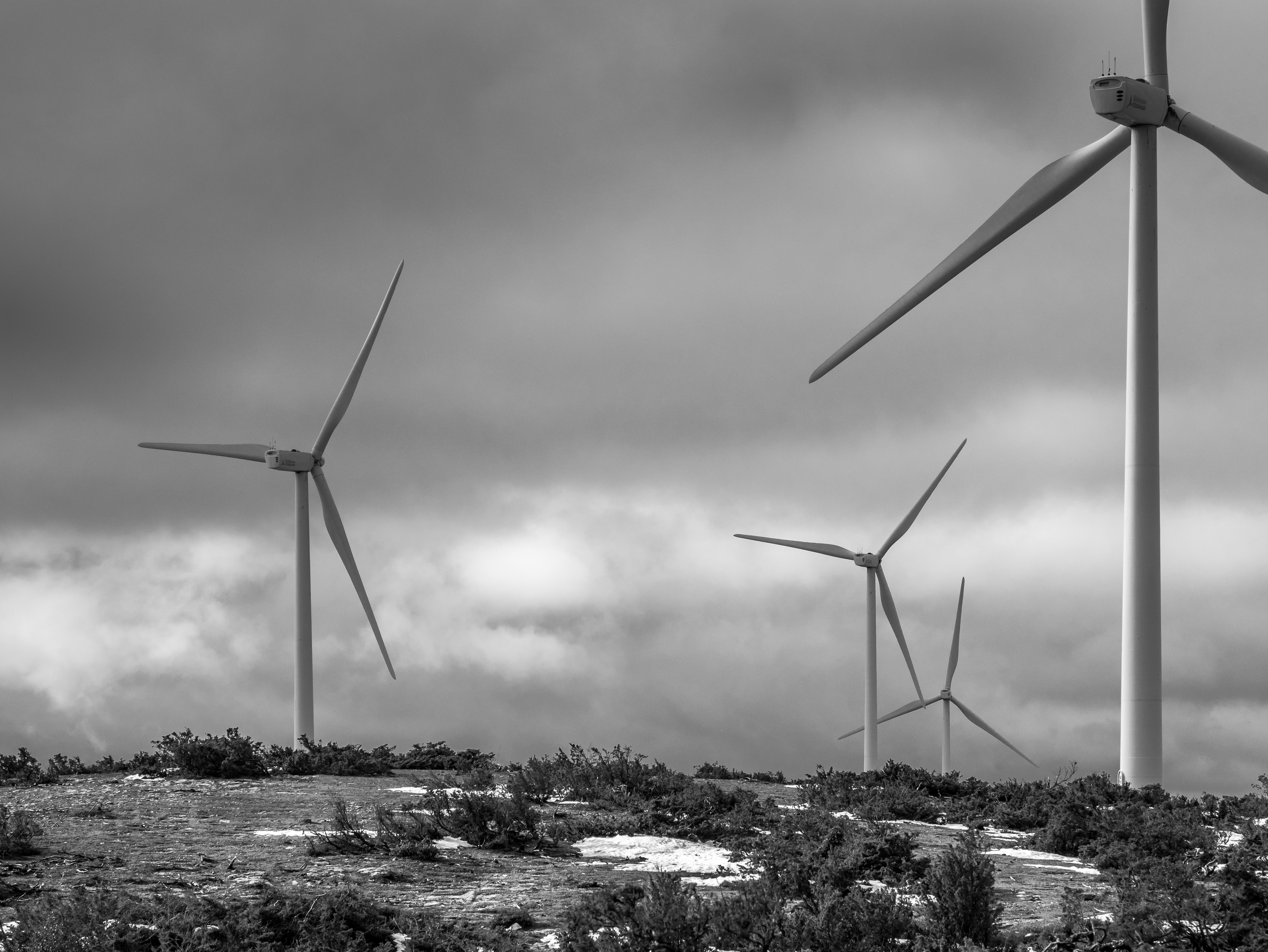
Parque eólico

Badaya está situada al noroeste de Vitoria. Junto con otras sierras que llegan hasta los montes Obarenes en Burgos. dispone de uno de los bosques de encinas más extensos de la cordillera Cantábrica.[cita requerida]
Se conforma topográficamente como una amplia meseta de una altitud media de 900 m y una superficie de 1996,82 ha con una morfología cárstica, con las zonas más bajas al norte y las más altas al sur, con las cimas de Oteros (1036 m s. n. m.) y Ganalto (898 m) las laderas más abruptas están al oeste de la meseta, sin barrancos ni crestas sobresalientes; hacia el. Limita al este con Vitoria e Iruña de Oca; al sur Con Iruaña de Oca y Ribera Alta; al oeste con Cuartango; y al norte con Zuya. Atendiendo a la geografía física, al noreste se prolonga con la Sierra de Arrato y al sur oeste con la Sierra de Tuyo; la Llanada Alavesa con el curso medio del río Zadorra, al este, y el curso alto del río bayas, al oeste, son sus principales  y por tanto con la Llanada Alavesa;  al oeste con Cuartango, atravesado por el río Bayas, 
Presenta una variación vegetal directamente relacionada con la altitud (efecto Cliserie), pasando de las encinas, que pueblan las zonas más bajas o soleadas, a los robles y hayas, en las zonas más elevadas y umbrías. También abunda el pino silvestre en la ladera oeste, así como la pradera de montaña en la parte superior. Entre los carrascales existentes destaca el de San Torcariz, con ejemplares centenarios de encina-carrasca
La sierra se incluye en el Catálogo de Paisajes Singulares y Sobresalientes del Territorio Histórico de Álava, dentro de la unidad n. 12, que recibe el nombre de Sierra de Badaya, aunque con sus 6.900 ha, abarca zonas situadas al este y oeste de la Sierra Brava. Se incluye también en el Catálogo Abierto de Espacios Naturales Relevantes del País Vasco, recogido en las DOT del País Vasco.
Las principales especies animales son el corzo, el jabalí, la paloma torcaz y la perdiz. El ganado es equino y vacuno.

## Clima
La sierra de Badaya se sitúa en la línea de transición del clima atlántico con el clima continental.

## Mancomunidad de la Sierra Brava de Badaya
El territorio ocupado por la Sierra Brava de Badaya, con una extensión de 2005 hectáreas, no queda incluido en ningún término municipal, siendo administrado por la Mancomunidad de la Sierra de Badaya, formada por los pueblos colindantes de Subijana-Morillas (del municipio de Ribera Alta); Montevite, Ollávarre, Nanclares de la Oca, Víllodas y Trespuentes  (del municipio de Iruña de Oca), Mendoza, Hueto Arriba y Hueto Abajo (municipio de Vitoria); Aperregi y Domaikia, (de Zuya); y Anda, Tortura, Echabarri de Cuartango, Aprícano, Catadiano, Urbina Eza, Zuazo de Cuartango  (de Cuartango); todos ellos, salvo los de Vitoria y Zuya, pertenecientes a la Cuadrilla de Añana, también participaban en esa comunidad Tortura (en Cuartango) y La Encontrada, ambos actualmente despoblados
Se conocen las ordenanzas aprobadas para el gobierno de la mancomunidad por el rey Felipe II, en 1578. Las ordenanzas vigentes fueron aprobadas en 1997. Difrutan como comunales de los aprovechamientos de monte los que son vecinos de esos pueblos con una antigüedad mínima de 2 años; también los que son vecinos por casamiento. Los pueblos que forman la mancomunidad se agrupan por "cuadrillas", que corresponden con las antiguas hermandades de Subijana-Morillas, Mendoza, Zuya y Cuartango; los diputados de esas cuadrillas se reúnen cada año en la segunda quincena de mayo, en la casa Asquiegui. El archivo se conserva en la iglesia de Ollávarre.